# غويليرمي غيديس
غويليرمي غيديس هو لاعب كرة قدم برازيلي في مركز الدفاع، ولد في 18 مايو 1999 في بورتو أليغري في البرازيل. لعب مع غريميو بورتو أليغرينزي.

## وصلات خارجية
- غويليرمي غيديس على موقع قاعدة بيانات كرة القدم.إي يو (الإنجليزية)